# Aspidionia
Aspidionia är ett släkte av tvåvingar. Aspidionia ingår i familjen svampmyggor.
Kladogram enligt Catalogue of Life:
| Aspidionia | \| \| Aspidionia balachowskyi \| \| \| \| \| \| Aspidionia palauensis \| \| \| \| |
|            | \| \| Aspidionia balachowskyi \| \| \| \| \| \| Aspidionia palauensis \| \| \| \| |
|            | Aspidionia balachowskyi                                                           |
|            |                                                                                   |
|            | Aspidionia palauensis                                                             |
|            |                                                                                   |